# Andy Auld
Andrew "Andy" Auld (26 de enero de 1900, Stevenston, Escocia - 6 de diciembre de 1977, Johnston, Rhode Island) fue un futbolista estadounidense nacido en Escocia.

## Selección nacional
Jugó cinco partidos con la selección estadounidense y marcó 2 goles. Disputó el mundial de 1930 en Uruguay.

### Participaciones en Copas del Mundo
| Mundial                        | Sede    | Resultado    | PJ | Goles |
| ------------------------------ | ------- | ------------ | -- | ----- |
| Copa Mundial de Fútbol de 1930 | Uruguay | Tercer lugar | 3  | 0     |

## Clubes
| Club              | País           | Año         |
| ----------------- | -------------- | ----------- |
| Ardeer Thistle    | Estados Unidos | 1919 - 1921 |
| Parkhead          | Estados Unidos | 1921 - 1923 |
| Providence FC     | Estados Unidos | 1928 - 1930 |
| Fall River FC     | Estados Unidos | 1931        |
| Pawtucket Rangers | Estados Unidos | 1931 - 1933 |
| Newark Portuguese | Estados Unidos | 1933 - 1935 |